# Europäische Rabbinerkonferenz
Die Europäische Rabbinerkonferenz (CER für Conference of European Rabbis) ist ein Zusammenschluss orthodoxer Rabbiner in Europa. Sie wurde 1956 gegründet. Präsident ist Pinchas Goldschmidt. 2013 trafen sich auf der 28. Konferenz in Berlin 200 Rabbiner.
Die Europäische Rabbinerkonferenz vergibt jährlich den nach ihrem ehemaligen Präsidenten benannten Lord-Jakobovits-Preis des Europäischen Judentums, außerdem vergibt sie den Moshe-Rosen-Preis. Nach eigenen Angaben vertritt sie 700 Rabbiner von Dublin bis Wladiwostok.
Im Jahre 2023 verlegte die Konferenz ihre Zentrale von London nach München. Sie befindet sich in der Büro-Immobilie Prinz-Ludwig-Palais (Türkenstraße 7) und wurde im September 2023 eingeweiht. Ein Grund für den Umzug war, dass das Hauptquartier sich nach dem Brexit weiter in der Europäischen Union befinden solle.